# Hofstede (Raalte)
De Hofstede was een havezate bij het Nederlandse dorp Raalte, provincie Overijssel. De havezate is in 1964 afgebroken. Op de voormalige huisplaats staan woningen. 

## Geschiedenis
De oudste vermelding van de Hofstede dateert uit 1445, toen Helmich ter Hofstede het huis bewoonde. Waarschijnlijk was hij de pachter, net als zijn opvolgers Alert ter Hofstede (1457) en Willem ter Hofstede (1474).

### Van Ittersum
In 1520 was Johan van Ittersum (circa 1470-1528), drost van Salland, de eigenaar van de Hofstede. Waarschijnlijk had hij het goed geërfd van zijn moeder N. van Wythmen. Johan was aanhanger van de Gelderse hertog Karel en streed aan diens zijde om Overijssel onder Karels gezag te brengen. In 1528 overleed Johan en aangezien hij geen kinderen naliet, kwam de Hofstede aan zijn neef Hendrik van Ittersum.
In 1537 lieten de monniken van klooster de Sonnenberg bij Kampen het goed Hofstede panden, omdat ze al meerdere jaren geen rentes hadden ontvangen. Drie jaar later trouwde Hendrik met Berta Strubbe. Hij werd in 1541 lid van de ridderschap. Na zijn overlijden rond 1563 kwam de Hofstede in handen van zijn kleinzoon Johan van Ittersum (circa 1550-1588), die in 1570 dankzij de Hofstede lid werd van de ridderschap. Toen de Spaanse bevelhebber Maarten Schenk in 1581 de schans bij Goor innam, werd Johan gevangen genomen en kwam pas na betaling van losgeld in 1584 vrij. Hij werd hierna nog dijkgraaf van Salland en woonde met zijn echtgenote Anna Momme in Zwolle. Johan stierf in 1588. Zijn nalatenschap werd pas in 1603 verdeeld en de Hofstede ging naar zijn zoon Hendrik (circa 1580-1634), terwijl weduwe Anna het vruchtgebruik hield.
Hendrik van Ittersum was sinds 1610 lid van de ridderschap. Hij had een militaire carrière, net als zijn vader. Toen hij in 1634 werd benoemd tot drost van Haaksbergen kwam hij echter te overlijden. Zoon Johan volgde hem op als eigenaar van de Hofstede. Diens huwelijk met Anna Margaretha Sloet bleef kinderloos en toen hij in 1648 overleed kwam de Hofstede via zijn zus Everhardina terecht bij haar tweede zoon Johan van Heerdt.

### Van Heerdt
Johan van Heerdt had een militaire loopbaan en verbleef zelden op de Hofstede. Wel was hij sinds 1654 dankzij de havezate lid van de ridderschap. Hij woonde vanaf 1674 met zijn echtgenote in Almelo, maar verbleef meestal in de garnizoensplaats waar hij was gelegerd. In 1696 woonde hij in Den Bosch. De havezate werd al geruime tijd door zijn jongere broer Adam bewoond en mogelijk heeft Adam het huis na 1674 verkleind vanwege oorlogsschade tijdens de Tweede Münsterse Oorlog.
Zowel Adam als Johan overleden in 1703, waarna de Hofstede bij hun nichtjes Everdine en Catharina Elsabe van Heerdt (†1762) terechtkwam, die er samen met hun moeder gingen wonen. Na het overlijden van Everdine in 1723 kreeg Catharina nu de gehele havezate in haar bezit, maar een jaar later trouwde ze met Godert Hendrik van Bellinckhave (†1746) en het echtpaar ging op zijn Almelose havezate Bellinckhof wonen. Ze kregen één dochter: Golda Catharina Elsabe Everdina (1728-1793).

### Verkoop
De Hofstede werd vanaf 1748 de woonplek van Golda Catharina Elsabe Everdina van Bellinckhave en haar kersverse echtgenoot Frédéric Louis le Vasseur de Cognié. Na diens overlijden in 1756 hertrouwde ze met David Constantijn du Tour (1713-1785), een telg uit de familie Du Tour. Het echtpaar verhuisde naar de Bellinckhof en de Hofstede werd verhuurd. Het stel kampte echter met schulden en de Hofstede werd steeds verder belast met hypotheken. Uiteindelijk moesten ze in 1788 de Hofstede verkopen aan Jean Charles Bentinck.
Bentinck verkocht de Hofstede nog in 1788 door aan Jacob Godefroy graaf van Rechteren tot Gramsbergen (1736-1831), die het drie jaar later weer verkocht aan zijn jongere broer Frederik Rudolf Carel van Rechteren (1741-1819). Dit leverde de nieuwe eigenaar direct een plek op in de ridderschap. Samen met zijn echtgenote Anna Constantia van der Goes bewoonde hij de havezate. Een dag voor zijn overlijden verkocht hij de Hofstede aan Philibert Rollandet.

### Burgemeesters
In 1834 verkocht Philibert Rollandet de inboedel van de havezate, om daarna het huis en een van de boerderijen te verkopen aan de Raaltense burgemeester Willem Stolte. Na diens dood in 1851 werd de Hofstede nog enkele malen verkocht. In 1879 kwam het huis in eigendom van Gerhardus Antonius Vos de Wael, sinds 1851 burgemeester van Raalte. Hij overleed al twee jaar na de aankoop. Nadat zijn weduwe in 1912 op de Hofstede was gestorven, kwam de havezate bij diverse eigenaren terecht en raakte het goed verder versnipperd.

### School
Uiteindelijk kocht in 1920 de Aartsdiocesane Roomsch-Katholieke Boeren- en Tuindersbond de Hofstede aan. Deze bond stichtte een landbouwwinterschool op het terrein en verhuurde de oude havezate aan de leraren. De school wilde in de jaren 60 uitbreiden en liet daarom in 1964 de havezate afbreken. Op het terrein werden schoolgebouwen geplaatst.
Toen de school - inmiddels Landstede geheten - eind 20e eeuw verhuisde naar een nieuw pand, zijn op het vrijgekomen terrein begin 21e eeuw nieuwbouwwoningen geplaatst.
Een deel van de omgrachting is bewaard gebleven.

## Beschrijving
De havezate werd in 1675 voor het haardstedengeld aangeslagen voor zeven vuursteden, maar bij de aanslag van 1683 bleken er nog maar vier over te zijn. Het is aannemelijk dat de havezate heeft geleden onder de Münsterse Oorlog van 1672-1674, waarna de bewoner Adam van Heerdt het beschadigde huis had verkleind.
In 1788 werd de havezate omschreven als het woonhuis de Hofstee, met bouwhuis, bijgebouwen, bos, erven en katersteden. Ook was de verschrijving voor de ridderschap aan de havezate verbonden, net als het recht op een bank en twee grafplaatsen in de kerk van Raalte. Tot slot had men het collatierecht voor de koster.
Het woonhuis dat in 1964 werd afgebroken, telde twee verdiepingen en een zolder. Aan één zijde was een 17e-eeuwse trapgevel. Ook waren er nog de 17e-eeuwse zandstenen kruisvensters met vensterbogen zichtbaar. De kelder werd afgedekt door een gemetseld tongewelf.
Ahnem · Den Alerdinck · Arendshorst · Arkelstein · Averbergen · Beerze · Den Berg · Bergentheim · Blankena · Borgele · Boskamp · Boxbergen · Bredenhorst · Buckhorst · Campherbeek · Collendoorn · Den Dam · Dieze · Dingshof · Den Doorn · Hof te Dorth · Eerde · Egede · De Gelder · Gerner · Glinthuis · Gramsbergen · De Groote Scheere · De Grote Weede · De Haere · Haerst · Hagenvoorde · Heemse · Herxen · Hoenlo · Hofstede · 't Hogeholt · Hogenhof · 't Hoogehuis · Junne · Kranenburg · Krijtenberg · De Kuile · Het Laar · Langeveldslo · Leemcule · Luttenberg · Melenhorst · Mennigjeshave · Nijenhuis · Oosterveen · Den Ordel · De Pol · Pothof · Rande · Rechteren · Het Reelaer · Rhaan · Rollecate · Rutenberg · Schoonheten · Schuilenburg · Vechterweerd · Velner · Venebrugge · Verborg · Voorst · Vrieswijk · Werkeren · Westerveld · Windesheim · Wittenstein · Wolfshagen · Zuthem
Den Aalshorst · Den Alerdinck · Huis Almelo · Arkelstein · Averbergen · Azoelen · Backenhagen · Bellinckhof · Den Berg · Huis Bergentheim · Beugelskamp · Beverfeurde · Blankena · Hof te Boekelo · Borgbeuningen · Havezate Boskamp · Boxbergen · Havezate Brecklenkamp · Bredenhorst · Buckhorst · Campherbeek · Colckhof · Den Dam · Huis Diepenheim · Dingshof · Dubbelink · Kasteel Eerde · Egede · Havezate Elsen · Everlo · Landgoed Frieswijk · Glinthuis · Goor · Huis Gramsbergen · Grimberg · Grotenhuis · De Haere · Haerst · Hagmeule · Slot Hardenberg · Huis Heeckeren · Huis Hengelo · Herxen · Hofstede · Hogenhof · Hondeborg · Katenhorst · Kevelham · Kranenburg · De Kuile · Het Laar · Leemcule · Luttenberg · Mataram · Mennigjeshave · Nijenhuis (Diepenheim) · Nijenhuis (Olst-Wijhe) · Oldemeule · Olidam · Oosterhof · Huis te Ootmarsum · Den Ordel · Pekkedam · Pothof · Rande · Kasteel Rechteren · Het Reelaer · Rhaan · Rutenberg · Huis Saasveld · Scherpenzeel · Havezate Schoonheten · Havezate Schuilenburg · Singraven · Stoevelaar · Kasteel Toutenburg · Twickel · Vechterweerd · Venebrugge · Kasteel Voorst · Warmelo · Wegdam · Weldam · Weleveld · Huis Werkeren · Westerflier · Wittenstein · Zuthem